# Джей Ніксон
Джеремая Вілсон «Джей» Ніксон (англ. Jeremiah Wilson «Jay» Nixon; нар. 13 лютого 1956, Ді-Сото, Міссурі) — американський політик, що представляє Демократичну партію. 55-й губернатор штату Міссурі (2009–2017).

## Біографія

### Ранні роки
Джей Ніксон — довічний громадянин міста Де Сото, передмістя Сент-Луїса, де він народився і виріс. Його мати, Бетті Лі (уроджена Вілсон), була вчителем і президентом місцевої шкільної ради, а батько, Джеремая (Джеррі) Ніксон, був мером міста. Один з прапрадідів Ніксона за батьківською лінією був братом сенатора-демократа від Луїзіани  Бенджаміна Джонаса. У 1978 році Ніксон закінчив Університет Міссурі, а потім працював тут же на юридичному факультеті.

### Кар'єра у політиці
Після періоду приватної практики у рідному місті, Ніксон був обраний до Сенату штату Міссурі від округу Джефферсон. У 1988 році він виставив свою кандидатуру на виборах до Сенату США, проте програв чинному сенаторові Джону Денфорту, набравши лише 32% голосів порівняно з 68% Денфорта.
3 листопада 1992 Ніксон був обраний генеральним прокурором штату Міссурі. У 1996, 2000 і 2004 роках Ніксон був переобраний на посаду генерального прокурора з великим відривом від суперників. У 1998 році він знову зробив невдалу спробу потрапити до Сенату США, цього разу програвши чинному сенаторові від Республіканської партії Кіту Бонду.
Як генеральний прокурор, Ніксон створив відділ з охорони навколишнього середовища для стеження за виконанням природоохоронного законодавства Міссурі. Адвокати цього відділу приймали правові заходи для зменшення забруднення повітря штату, води та ґрунту і для спостереження за інтересами сільського господарства Міссурі. Агресивні дії Ніксона на посаді генерального прокурора принесли йому народне визнання. Журнал Barrister назвав його одним з 20 найкращих молодих юристів країни, а Missouri Jaycees вибрав його поміж десяти видатних молодих громадян Міссурі. Як генеральний прокурор, Ніксон також брав активну участь у розв'язання питань, що стосуються десегрегації шкіл, смертної кари і абортів.

### Губернатор штату Міссурі
22 січня 2008 чинний губернатор Метт Блант несподівано оголосив, що не буде балотуватися на другий термін. До 25 березня 2008 року, крайнього терміну подачі заявок, свої кандидатури висунули три демократи і п'ять республіканців. На первинних виборах, що відбулися 5 серпня 2008 року, Ніксон був обраний як кандидат від Демократичної партії, а Кенні Галшоф — від Республіканської. 4 листопада 2008 Ніксон переміг на виборах губернатора, обійшовши суперника на 19 пунктів (58% голосів проти 39%).